# Ain Tazitounte
Ain Tazitounte  (in arabo عين تزيتونت‎?) è un centro abitato e comune rurale del Marocco situato nella provincia di Chichaoua, regione di Marrakech-Safi. Conta una popolazione di 5 509 abitanti (censimento 2014).